# Max zu Hohenlohe-Oehringen
Max Anton Karl Prinz zu Hohenlohe-Oehringen (* 2. März 1860 in Slawentzitz, Landkreis Cosel, Provinz Schlesien; † 14. Januar 1922 in Berlin) war ein preußischer Generalmajor.

## Leben
Max zu Hohenlohe-Oehringen war der Sohn von Fürst Hugo zu Hohenlohe-Oehringen und dessen Ehefrau Pauline, geborene Prinzessin von Fürstenberg (1829–1900). Er studierte an der Universität Göttingen Rechtswissenschaften. 1882 wurde er Mitglied des Corps Saxonia Göttingen. Nachdem er 1883 das Referendarexamen bestanden hatte, schlug er im Januar 1884 im Regiment der Gardes du Corps die Offizierslaufbahn ein. 1910 war er Rittmeister im 2. Garde-Ulanen-Regiment in Berlin. Wenig später ließ er sich als Major des Stabes dieses Regiments à la suite stellen. Mit Ausbruch des Ersten Weltkriegs wurde er als Oberstleutnant wieder aktiv. Er war Kommandeur des Reserve-Ulanen-Regiments Nr. 1 und des Reserve-Dragoner-Regiments Nr. 8. Als Generalmajor schied er aus dem Dienst aus.
Als Vertreter seines Bruders Christian Kraft zu Hohenlohe-Öhringen war er von 1906 bis 1918 Mitglied der Ersten Kammer (Kammer der Standesherren) des württembergischen Landtags. 1896 wurde Max zu Hohenlohe-Oehringen mit dem Großkreuz des Friedrichs-Ordens ausgezeichnet.

## Familie
Am 11. Februar 1890 heiratete Max zu Hohenlohe-Oehringen in Wiesbaden Helene Gräfin von Hatzfeldt-Wildenburg (* 3. März 1865; † 21. Mai 1901). Sie war die Tochter des deutschen Botschafter in London, Graf Paul von Hatzfeldt-Wildenburg, und seiner US-amerikanischen Frau Helene Moulton. Das Paar hatte zwei Söhne und eine Tochter:
- Waldemar (* 2. Dezember 1890; † 25. Oktober 1965) ⚭ Nina Chischine (1898–1965)
- Max Hugo (* 25. März 1893; † 17. Oktober 1951) ⚭ (1) Marie-Gabriele Gräfin von Faber-Castell (1900–1985); (2) Hella von Ramin (1883–1943); (3) Marianne Diefenthal (1925–1977)
- Margarethe Viktoria (* 20. Juli 1894; † 30. Januar 1976) ⚭ Hermann Ehrhardt (1881–1971)